# Alejandro Sokol
Alejandro Javier Sokol (Hurlingham, 30 de enero de 1960-Río Cuarto, 12 de enero de 2009) también conocido como el "Bocha", fue un músico, vocalista y compositor de rock argentino que integró las emblemáticas bandas Sumo y Las Pelotas y que a su vez tuvo un proyecto paralelo con su hijo Ismael, llamado El Vuelto S.A. Es reconocido por su importancia en el rock nacional argentino.

## Sumo

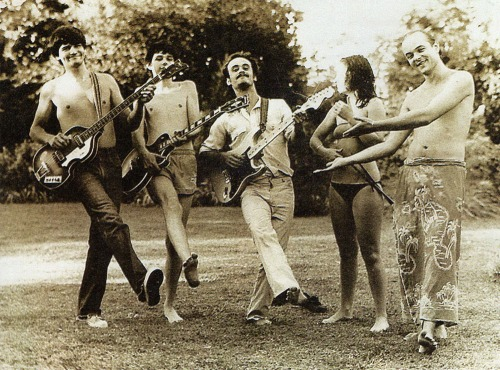
Primera formación de Sumo en 1981. De izquierda a derecha: Alejandro Sokol, Ricardo Curtet (renombrado como Ricardo Curté), Germán Daffunchio, Stephanie Nuttal y Luca Prodan.

Sokol fue uno de los miembros fundadores de Sumo. La historia comienza cuando su amigo y vecino, Germán Daffunchio, por medio de su cuñado Timmy McKern conoce a Luca Prodan, a partir de que este último, luego de un viaje a Europa, decidiera dejar Córdoba y radicarse en su mismo barrio, Hurlingham. Ambos se hacen amigos y deciden emprender el proyecto de crear un conjunto de música que se llamaría Sumo, del cual hacen que Alejandro Sokol sea parte.
Sumo quedaría consolidado cuando Luca invita a Stephanie Nuttal, una chica británica que había conocido en su estadía en Inglaterra y que además era su amante, para arribar desde Londres y formar parte del proyecto. De esta manera la banda quedaría con Luca Prodan en voz, Daffunchio en la guitarra, Sokol en el bajo y Nuttal en la batería.
Pasado un tiempo, el grupo sufriría la baja de Nuttal, quien, por pedido de sus padres, viajó a Inglaterra por el contexto bélico que se daba en aquella época debido a la Guerra de las Malvinas. Con este cambio, Sokol pasaría a tocar la batería, mientras que Diego Arnedo, un vecino del barrio, se haría cargo del bajo.
Alejandro finalmente abandonaría la banda en el año 1984 debido a la vida extremadamente agitada que desarrollaban los integrantes de Sumo. Con suerte, permaneció como invitado de honor y segundo vocalista.
De aquellos tiempos, Sokol recordaba que «Sumo era un infierno»:

Nos dábamos con todo; si no me iba, me moría. Pasé por una situación difícil en un show, un susto que fue determinante. (...) Pero quedó todo bien. Me acuerdo que una de las últimas veces que lo vi a Luca, me puso la mano en el hombro y me dijo: «Alejandro, vos sos un Sumo».
Alejandro Sokol

Cuando Sumo se volvió a juntar en 2007 para un show en el Quilmes Rock, él fue la voz principal.

## Las Pelotas
A partir de la muerte de Luca Prodan en 1987, Sumo se disolvería y junto a los exintegrantes Germán Daffunchio y "Superman" Troglio, Sokol formaría Las Pelotas en 1988 (mientras que Divididos sería la otra de las dos bandas producto de la escisión de Sumo).
En Las Pelotas Sokol se haría cargo de la voz principal durante casi 20 años. Sus diferencias de objetivos y manejos con el resto de los integrantes en los últimos tiempos provocaron una crisis interna en la banda, agravado por el descontrol en el uso de las drogas por parte del Bocha.
La eclosión del problema se establecería en el año 2007, cuando Sokol sufrió un accidente automovilístico y se fracturó una pierna, lo que lo mantuvo alejado de los ensayos y escenarios. Ante este suceso la banda, por su parte, decidiría tocar en algunos conciertos sin esperar su recuperación, provocando el gran punto de ruptura.
Ante semejante situación de disidencias, Alejandro Sokol pondría punto final a su carrera en Las Pelotas a finales de ese año.
Sobre su paso por estas dos bandas, Sokol mencionó:

Quedó una linda experiencia, porque todavía sigo aprendiendo. Tengo un agradecimiento enorme, pero se terminó. Fui sufriendo el desgaste de un matrimonio de 20 años y que esté contento no quiere decir que esté bien.
Alejandro Sokol

Tras haberse retirado de la alineación de Las Pelotas, Sokol decidiría internarse en una clínica para tratar su adicción a las drogas.
Luego de su desvinculación de Las Pelotas, se centró en su otra banda, en la que tocaba junto a su hijo Ismael, llamada El Vuelto S. A.
Tenía planeado lanzar un disco con esta banda en marzo de 2009.

## El Vuelto S.A.
El Vuelto S.A. fue un proyecto musical emprendido por Alejandro Sokol luego de su definitiva desvinculación de Las Pelotas en el año 2007. La nueva banda, fundada en marzo de 2008, fue presentada oficialmente en un festival de reggae rock realizado el 26 de abril de 2008 y en sus inicios realizaba "covers" de temas de Sumo y de Bob Marley.
La nueva agrupación estaba conformada por el propio Sokol como primera guitarra y voz principal, su hijo Ismael Sokol en la segunda guitarra, los hermanos Damián y Gustavo Bustos en batería y tercera guitarra, respectivamente, Sebastián Villegas en bajo y Nicolás Angiolini como guitarrista invitado. El Vuelto S.A. recibiría invitaciones para tocar en mayo y junio de 2008 en el reconocido Roxy Club de Palermo y en el Auditorio Sur de Temperley. El grupo tuvo una gran acogida, principalmente por parte de los fanáticos de Las Pelotas que decidieran seguir a Sokol en este nuevo emprendimiento, al punto tal de surgir la idea de grabar su primer disco. Sin embargo, todos esos proyectos quedarían truncos, debido al fallecimiento de Sokol el 12 de enero de 2009. 
Tras la muerte del popular Bocha, la agrupación emitiría un emotivo y enérgico comunicado, en el cual se expresaba el agradecimiento a todos los que acompañaron al último proyecto de Sokol, a la vez de lanzar acusaciones indirectas contra quienes se habían apartado de su lado, tras su decisión de dejar de tocar en Las Pelotas, como así también una gran serie de impedimentos contra la banda para poder dar un recital a modo de despedida.

A los mismos de siempre:
Simplemente gracias. Por el apoyo incondicional de la gente que en este último proyecto de Ale lo acompañó sabiendo que era algo propio de él. Un sueño hecho realidad, El Vuelto S. A. (...) Cuando tocamos en Córdoba fue increíble como nos recibieron. Gracias a todos. Quisimos volver y como siempre no nos dejaron, con excusas absurdas, al igual que el famoso festival cordobés del cual nos bajaron, vaya uno a saber por qué (...) Ahora es fácil escuchar y decir a algunos, estamos de luto por un amigo, para vos hermano, compañero de batalla, etc, etc... Es todo mediatismo y mediocridad. Los únicos amigos que Ale tuvo estuvieron siempre al lado de él y son ustedes, los mismos que nos hicieron emocionar, show tras show, por eso les estamos infinitamente agradecidos. (...) El Vuelto por ahora descansará sabiendo que tuvo el aprendizaje de quien fuera un grande, un amigo, un rockero de corazón y alma. Gracias por todos estos años de felicidad y amistad.
Comunicado oficial de El Vuelto S. A. tras la muerte de Sokol

Finalmente, el comunicado cerraba diciendo que El Vuelto se tomaría un descanso, sucediendo finalmente la disolución de la banda y la fundación por parte de Ismael de un nuevo grupo al que denominó "La Propina".

## Fallecimiento
El 12 de enero de 2009, pocos días antes de cumplir 49 años, Sokol se descompuso en la terminal de ómnibus de Río Cuarto (provincia de Córdoba) ―mientras esperaba un micro para viajar a Buenos Aires para visitar a su hija Camila Sokol y a su nieto―. Fue ingresado a un hospital de Córdoba pero lamentablemente falleció de un paro cardiorrespiratorio. Tenía 48 años.
Sus restos están sepultados en el Cementerio de la Colina de Nono en el Valle de Traslasierra, en la Provincia de Córdoba.

## Discografía
Con Sumo
- "Corpiños en la madrugada" (1983).

Con Las Pelotas
- "Corderos en la noche" (1991).
- "Máscaras de sal" (1994).
- "Amor seco" (1995).
- "La clave del éxito" (1997).
- "¿Para qué?" (1998).
- "Todo por un polvo" (1999).
- "Esperando el milagro" (2003).
- "Show" (2005).
- "Basta" (2007).[6]

Con El Vuelto S.A.
- "Cría de lobos" (Demo, 2009).